# 斑犀鳥屬
斑犀鳥屬是犀鳥目犀鳥科下的一個屬。本屬物種皆分佈於亞洲，目前下屬五種。

## 分類歷史
本屬為法國動物學家路德維希·賴興巴赫於1849年建立。其模式種後續在1855年由英國鳥類學家喬治·羅伯特·格雷指定為，即今日的印度冠斑犀鸟。其屬名來自古希臘語的（指「煤炭、黑色」）及（指「角」）組合而成。

## 保育狀況
牠們被列為《瀕危野生動植物種國際貿易公約》附錄二的物種，被限制出口及貿易。

## 下属物种
本属包括以下物种：
- 白嘴斑犀鳥 Anthracoceros marchei Oustalet, 1885
- 斑犀鳥 Anthracoceros albirostris (Shaw, 1808)
- 印度冠斑犀鸟 Anthracoceros coronatus (Boddaert, 1783)
- 黑嘴斑犀鳥 Anthracoceros montani (Oustalet, 1880)
- 黑腹斑犀鳥 Anthracoceros malayanus (Raffles, 1822)

## 外部連結
- 维基共享资源上的相關多媒體資源：斑犀鳥屬
- 維基物種上的相關：斑犀鳥屬